# Fyrkat

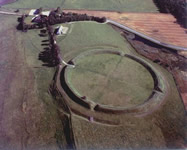
Widok z lotu ptaka na pozostałości warowni

Fyrkat – ruiny wikińskiej warowni pierścieniowej znajdujące się w pobliżu miasta Hobro w okręgu Północna Jutlandia (Nordjyllands Amt) w północno-wschodniej Danii. Forteca została zbudowana na wąskim pasie ziemi z jednej strony chronionym przez rzekę, a z drugiej przez mokradła.
W 2023 roku wraz z czterema innymi warowniami została wpisana na listę światowego dziedzictwa UNESCO (wpis o nazwie Warownie pierścieniowe z epoki wikingów).

## Historia
Zbudowany pod koniec X wieku przez Haralda Sinozębego. W forcie mieszkało około 800 rodzin wikińskich. Badania archeologiczne wskazują na to, że fort spłonął wkrótce po wybudowaniu i nie został już odbudowany. 

## Charakterystyka
Podobnie jak inne zamki pierścieniowe w Aggersborg lub Trelleborg w pobliżu Slagelse, Fyrkat został zaprojektowany jako dokładny okrąg z czterema bramami naprzeciwko siebie, połączonymi dwoma drewnianymi drogami, które przecinają się pod kątem prostym dokładnie w środku fortu. W każdym z czterech kwartałów stały cztery długie domy ułożone na planie kwadratu z mniejszym domem pośrodku.
Wewnętrzna średnica wałów wynosi 120 metrów, a szerokość u podstawy 12–13 metrów. Zbudowano je z trzech rzędów pionowych drewnianych słupów. Każdy słup był połączony z następnym pierścieniem za pomocą belek. Najbardziej wewnętrzny rząd był najniższy, a szczeliny wypełnione poziomo deskami tworzącymi ścianę do wnętrza fortu. Zewnętrzny rząd słupów został wzmocniony od wewnątrz i na zewnątrz skośnymi belkami u podstawy. Szczeliny między słupkami wypełniono poziomo deskami, ale na zewnątrz znajdowała się również ściana z pionowych pni, lekko pochylona do ściany. Przestrzeń między rzędami słupków została wypełniona darnią w celu wzmocnienia fortyfikacji.
Podobnie jak inne zamki pierścieniowe (lub forty) w Aggersborgu lub Trelleborgu koło Slagelse jest on zaprojektowany jako dokładny okrąg z czterema bramami naprzeciwko siebie i połączony dwoma drewnianymi drogami, które przecinają się pod kątem prostym dokładnie w środku fortu. Okrężna droga dawała dostęp do murów. W każdym z czterech kwartałów stał cztery Longhouses tego samego projektu ułożone w kwadrat z mniejszym domu w środku.
Drogi wewnątrz fortu były zbudowane z trzech do pięciu rzędów krótkich słupów wbitych w ziemię i podtrzymujących mocne belki biegnące wzdłuż rzędów. Te z kolei były zwieńczone mocnymi deskami rozpiętymi na szerokość drogi. Droga okrężna wzdłuż wewnętrznej strony wałów opierała się na dwóch rzędach belek. Szesnaście identycznych domków ustawionych było w kwadrat, którego rogi prawie się stykały. Miały one 28,5 metra długości, 5 metrów szerokości na końcach i 7,5 metra w środku. Ściany składały się z podwójnych rzędów słupów z deskami zaklinowanymi poziomo między nimi tworzącymi ścianę. Nie ma pewności co do tego, jak dokładnie zbudowany był dach. Jedna z teorii mówi, że mógł być pokryty trzciną lub gontem. Spośród domów w Fyrkat co najmniej dwa zawierały kuźnie, a w dwóch innych obrabiano złoto.

## Galeria

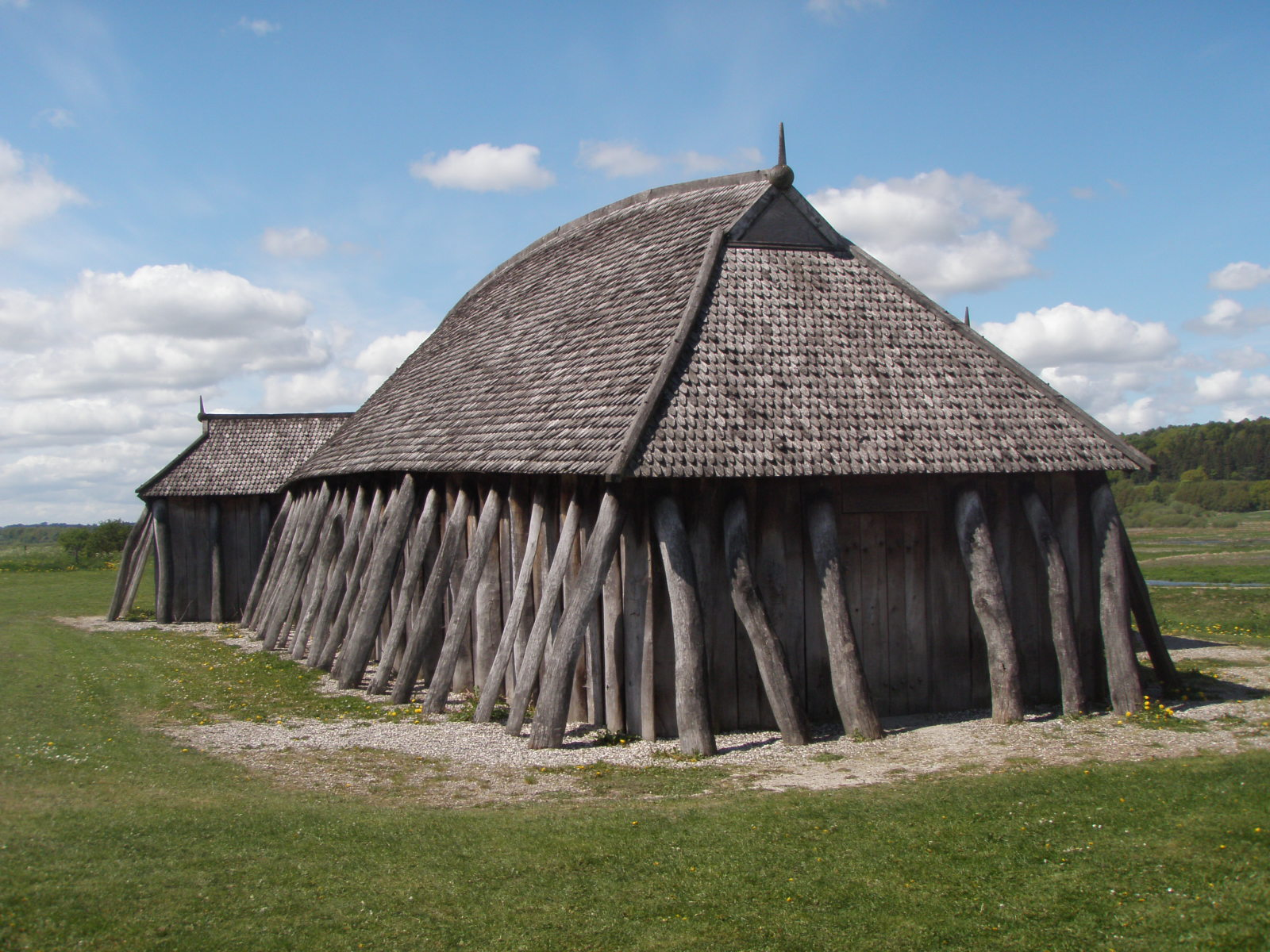
Rekonstrukcja domu wikingów
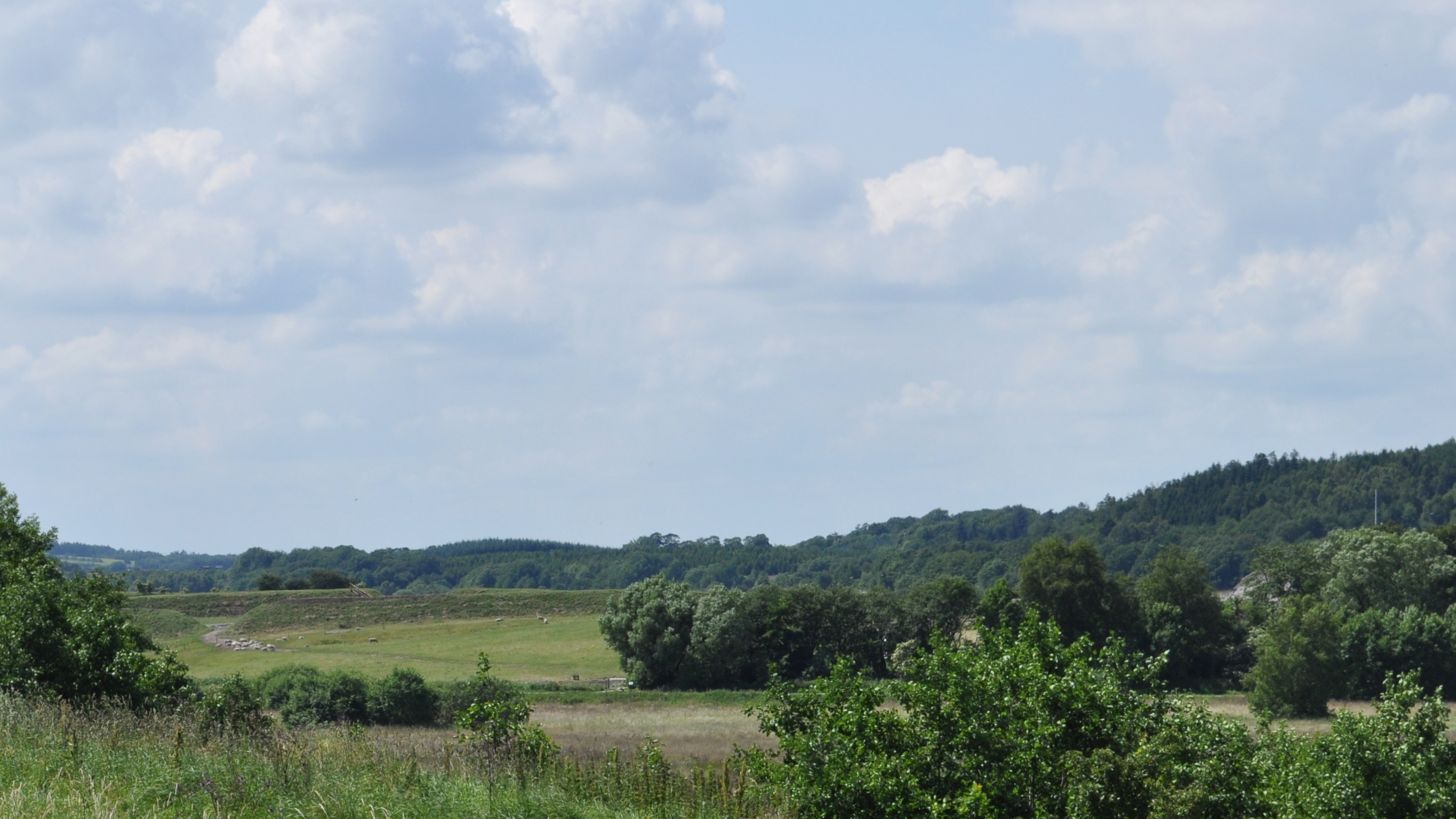
Widok na kopiec z centrum wikingów Frykat
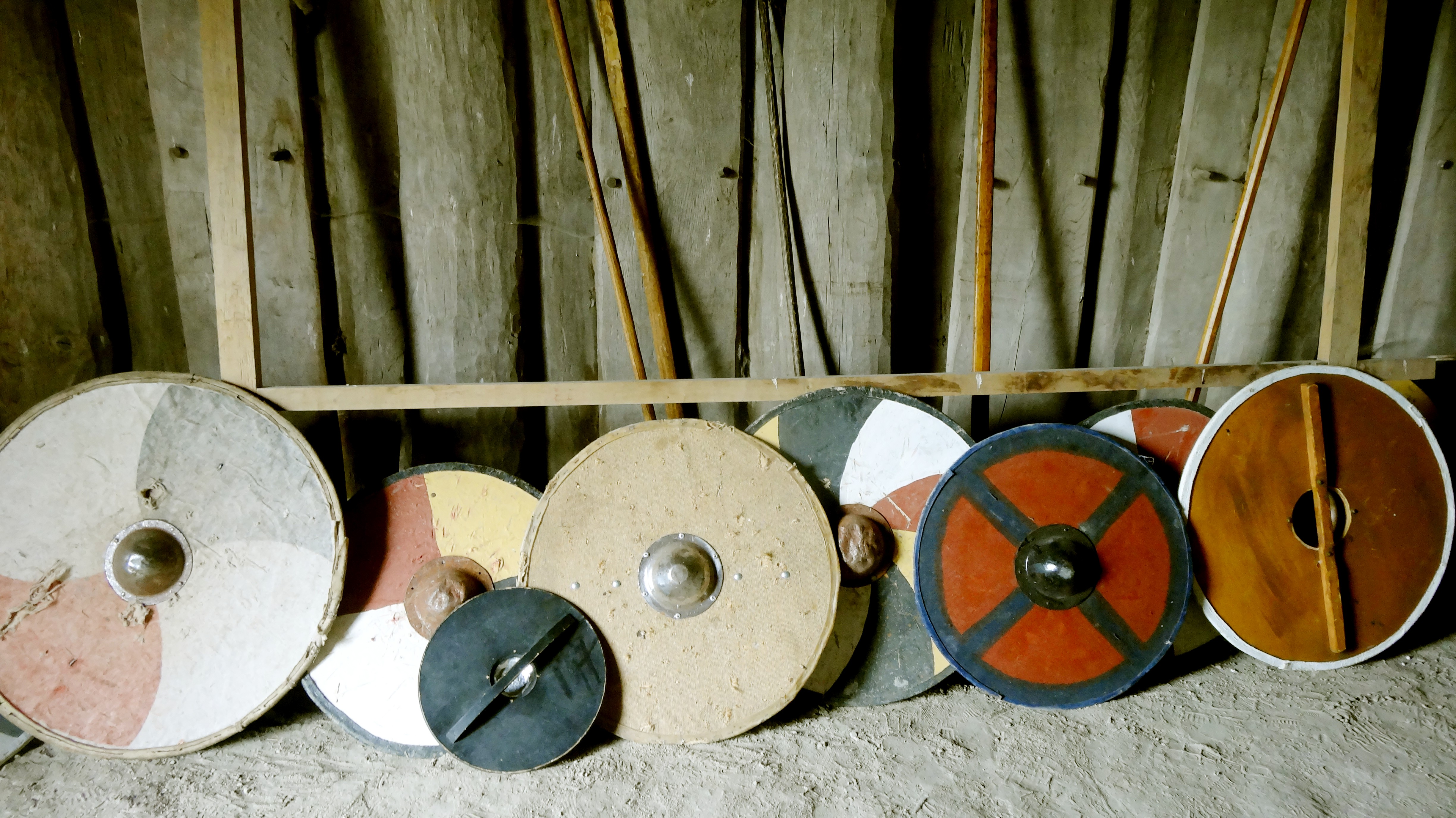
Tarcze wikingów

## Wioska archeologiczna
W pobliżu stanowiska archeologicznego znajduje się farma wikingów, która składa się z dziewięciu zrekonstruowanych domów, które razem rekonstruują duży dwór z czasów Haralda Sinozębnego. Domy mieszkalne osady jak też warsztaty, w tym kuźnia, zbudowane zostały z drewna dębowego o ścianach wyłożonych gliną i krytych strzechą. Przez całe lato w wybrane dni organizowane są tutaj zajęcia edukacyjne poświęcone życiu codziennemu wikingów. Znajduje się tu również centrum dla zwiedzających, sklep muzealny oraz tematyczny plac zabaw, na którym organizowane są pokazy walk, budowy łodzi czy przebieranie się w stroje wikingów.